# Sofiane Fekih
Sofiane Fekih (Sfax, 9 agosto 1969) è un ex calciatore tunisino, di ruolo centrocampista.
Ha fatto parte del Club Sportif Sfaxien, giocando anche con la Nazionale.

## Carriera

### Club
Ha sempre giocato nel campionato tunisino con la maglia dello Sfaxien.

### Nazionale
Con la maglia della Nazionale, con la quale tra il 1996 e il 1998 ha partecipato alla Coppa delle Nazioni Africane, ha collezionato 37 presenze.

## Palmares
- Vincitore del Championnat de Ligue Professionelle 1 nel 1995
- Vincitore della Coupe de Tunisie nel 1995
- Vincitore della Coppa CAF nel 1998
- Secondo posto nella Coppa delle Nazioni Africane nel 1996